# Eupithecia conduplicata
Eupithecia conduplicata là một loài bướm đêm trong họ Geometridae.